# 藤田善六
藤田 善六（ふじた ぜんろく、1948年4月12日 - ）は、日本の弁護士。日本弁護士連合会副会長、関東弁護士会連合会理事長、コメリ監査役等を務めた。

## 人物・経歴
新潟県糸魚川市出身。1972年中央大学法学部卒業。1980年新潟県弁護士会弁護士登録。2007年新潟県弁護士会会長。2011年日本弁護士連合会副会長。2015年からは関東弁護士会連合会理事長を務め、日本の集団的自衛権行使を容認する閣議決定を否定する決議を行うなどした。コメリ監査役なども務めた。2019年、旭日中綬章受章。